# Pirinia koenigii
Pirinia koenigii är en nejlikväxtart som beskrevs av M. Král. Pirinia koenigii ingår i släktet Pirinia och familjen nejlikväxter. Inga underarter finns listade i Catalogue of Life.